# Патерна-дель-Ріо
Патерна-дель-Ріо (ісп. Paterna del Río) — муніципалітет в Іспанії, у складі автономної спільноти Андалусія, у провінції Альмерія. Населення — 449 осіб (2010).
Муніципалітет розташований на відстані близько 380 км на південь від Мадрида, 47 км на північний захід від Альмерії.
На території муніципалітету розташовані такі населені пункти: (дані про населення за 2010 рік)
- Гуаррос: 29 осіб
- Патерна-дель-Ріо: 420 осіб

## Демографія
Динаміка населення (INE ):

## Галерея зображень

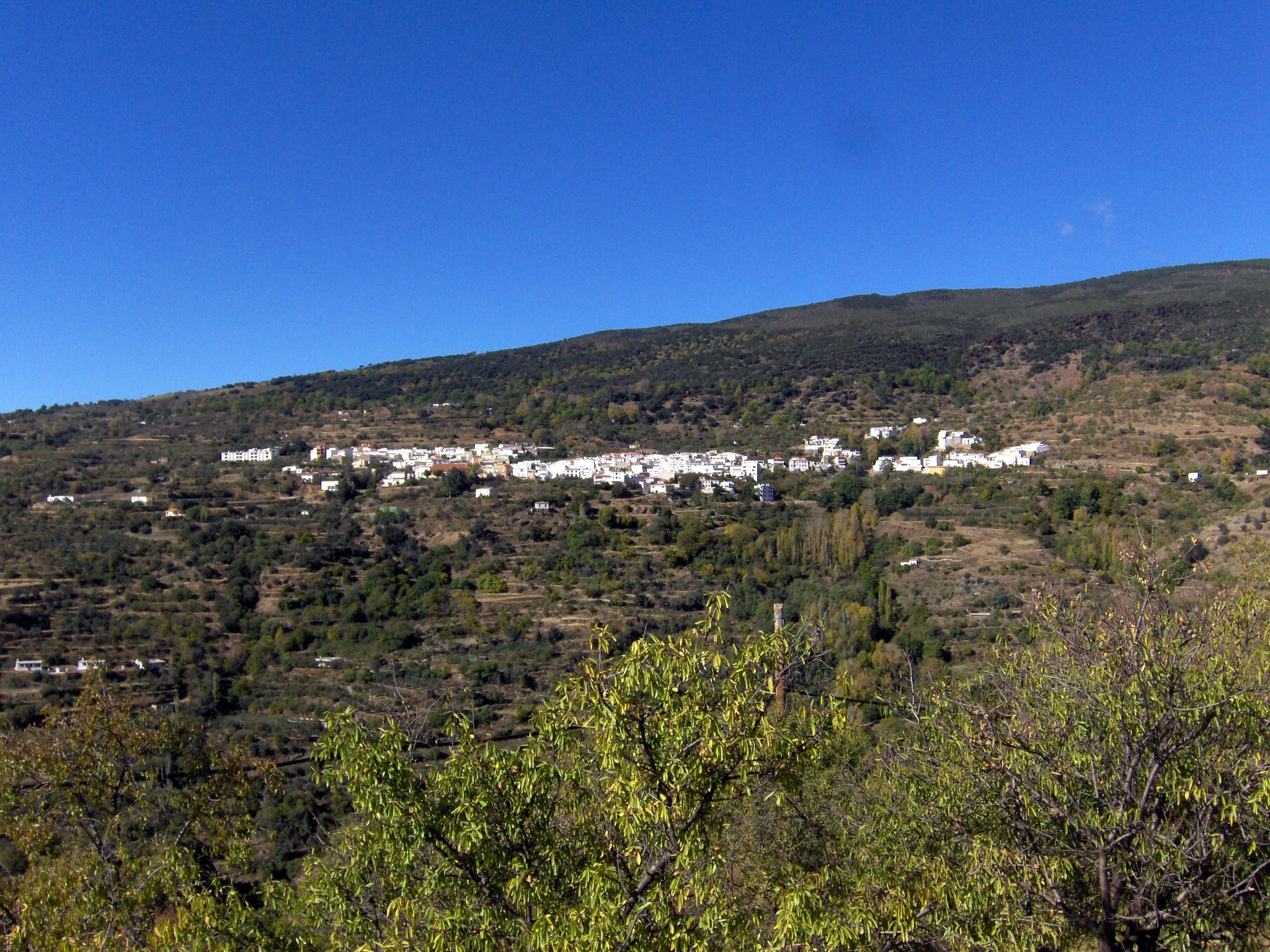
Патерна-дель-Ріо